# Эррера, Висенте
Висенте де лас Мерседес Эррера Селедон (исп. Vicente de las Mercedes Herrera Zeledón, 30 января 1821, Сан-Хосе, Коста-Рика — 10 ноября 1888, Сан-Хосе, Коста-Рика) — юрист и политик из Коста-Рики, президент страны в 1876—1877 годах.

## Биография
Эррера был сыном Хосе Клето Эрреры Салазара (1798—1880) и Антонии Селедон Масис (род. 1854). Он получил степень бакалавра философии в 1839 году в Университете Санто-Томас в Сан-Хосе, Коста-Рика, а в мае 1846 года переехал в Гватемалу, где в 1849 году получил степень доктора юридических наук в Университете Сан-Карлос.
18 декабря 1853 года Эррера женился на Гуадалупе Гутьеррес Гарсия, дочери Атанасио Гутьерреса, председателя Высшей судебной палаты Коста-Рики с 1832 по 1833 год. В браке родились трое детей — Анхелика, Висенте и Мерседес.
Эррера характеризовался консервативными взглядами, был сторонником сильной католической церкви и ее главенствующей роли в сфере образования. Он был президентом Благотворительного совета Сан-Хосе, нотариусом церковной курии и секретарем кабильдо епархии Коста-Рики.
Эррера некоторое время возглавлял кафедру испанской и латинской грамматики в Университете Санто-Томас, откуда ушел в отставку в марте 1845 года. Позже он был профессором канонического права в том же университете и преподавал публичное право, а также был членом Управления исследований университета, а в 1870 году занимал пост ректора в течение нескольких месяцев.
Эррера занимал различные государственные должности, в том числе секретаря президента Хуана Рафаэля Моры во время Флибустьерской войны 1856 года, заместителя губернатора провинции Сан-Хосе и полномочного посла в Гватемале и Никарагуа.
В 1852 году Эррера был избран обвинителем Верховного суда и переизбран в 1855 году. 17 октября 1856 года он был избран ректором (президентом) Суда, переизбран 22 сентября 1858 года и в третий раз 29 апреля 1860 года.
В первые годы правления генерала Томаса Гуардии Эррера занимал ряд важных должностей: члена Государственного совета (13 октября 1870-24 февраля 1872), министра внутренних дел (15 февраля-21 ноября 1873 и 1 декабря 1873-8 мая 1876), министра иностранных дел (6 сентября-21 ноября 1873, 3 марта-14 декабря 1874 и 20 мая 1875-8 мая 1876) и второго заместителя президента (22 мая 1874-5 мая 1875). 10 мая 1876 года, вскоре после начала президентского срока Анисето Эскивеля, он был переизбран в качестве второго заместителя, но ушел в отставку на следующий день.

### Президентство
Военный переворот 30 июля 1876 года провозгласил Эрреру «Временным президентом Республики» с неограниченными полномочиями, но на практике настоящим правителем оставался генерал Гуардия, главнокомандующий армией и первый заместитель президента. Пресса подвергалась цензуре, были введены другие репрессивные меры, особенно после попытки восстания в середине 1877 года.
Во время правления Эрреры была предоставлена субсидия колледжу Картаго и приняты другие меры в пользу образования, были применены некоторые меры строгой экономии в государственном управлении, а в провинции Гуанакасте, которую президент посетил в мае 1877 года, был основан город Гуардия.

### Падение и изгнание
11 сентября 1877 года, под предлогом восстановления своего здоровья, Эррере пришлось временно назначить генерала Гуардию на пост президента, 23 сентября Гуардия был избран новым президентом Республики.
Позже Эррера был сослан в Сальвадор, где участвовал в 1879 году в организации приема политических эмигрантов из Коста-Рики, выступавших против режима Гуардии. По возвращении в Коста-Рику он оставался в стороне от политики до своей смерти. На его похоронах президент Бернардо Сото приказал отдать умершему президенту военные почести, соответствующие чину дивизионного генерала.